# Schafstädt
Schafstädt – dawniej samodzielne miasto, od 1 stycznia 2008 dzielnica miasta Bad Lauchstädt w Niemczech, w kraju związkowym Saksonia-Anhalt, w powiecie Saale.
Od 31 grudnia 2007 Schafstädt było samodzielnym miastem.